# Рівняння неперервності
Рівня́ння непере́рвності — це співвідношення між швидкістю зміни густини матерії і її потоком.
У випадку стабільних частинок, які не виникають і не зникають, рівняння неперервності виражає закон збереження кількості часток
{\displaystyle {\frac {\partial n}{\partial t}}+{\text{div}}\,\mathbf {j} =0},
де {\displaystyle n} — це густина частинок, {\displaystyle \mathbf {j} } — густина потоку цих частинок.
У випадку частинок, які можуть утворюватися й зникати внаслідок зовнішнього збудження чи реакцій між частками, рівняння неперервності узагальнюється
{\displaystyle {\frac {\partial n}{\partial t}}+{\text{div}}\,\mathbf {j} =G-R},
де {\displaystyle G} — кількість частинок, які утворюються в одиниці об'єму в одиницю часу, а
{\displaystyle R} — це кількість частинок, які внаслідок розпаду чи реакцій зникають з одиниці об'єму в одиницю часу.

## В електродинаміці
У випадку електричного заряду рівняння неперервності має вигляд
{\displaystyle {\frac {\partial \rho }{\partial t}}+{\text{div}}\,\mathbf {j} =0},
де {\displaystyle \rho } — це густина заряду, {\displaystyle \mathbf {j} } — густина електричного струму.

## Дифузія
У випадку нерівномірного розподілу частинок певного матеріалу в іншому матеріалі з часом вони дифундують і розподіл вирівнюється. В багатьох випадках потік часток визначається нерівномірністю їхнього розподілу.
В лінійному наближені (при малих відхиленнях розподілу від рівноважного)
{\displaystyle \mathbf {j} =-D\nabla \rho },
де {\displaystyle D} — певна стала, яку називають коефіцієнтом дифузії.
Тоді рівняння неперервності перетворюється в рівняння дифузії
{\displaystyle {\frac {\partial \rho }{\partial t}}=D\Delta \rho },
де {\displaystyle \Delta ={\text{div}}\nabla } — оператор Лапласа.

## Теплопровідність
У випадку теплопровідності рівняння неперервності записується для теплоти і зводиться до
рівняння теплопровідності.

## Потік рідини
Для випадку потоку рідини рівняння неперервності зводиться до рівняння Нав'є-Стокса.